# Ари Ап
Ариан Даниелa Форстер (нем. Ariane Daniela Forster; 17 января 1962, Мюнхен, Германия — 20 октября 2010, Лос-Анджелес, Калифорния, США), более известная как А́ри Ап (англ. Ari Up) — британская рок-исполнительница, наибольшую известность получившая как основательница и вокалистка панк-группы The Slits.

## Биография
Ариан Форстер родилась в Мюнхене, а выросла в Лондоне. Её отец Франк Фостер был немецким певцом, артистом и художником, сыном состоятельного владельца газеты. Мать Нора имела отношение к рок-индустрии: она была хорошо знакома с Джими Хендриксом и в течение трёх лет встречалась с Крисом Спеддингом. Крёстным отцом Ариан был вокалист Yes Джон Андерсон.
Вскоре родители певицы развелись и Нора вышла замуж за бывшего фронтмена Sex Pistols Джона Лайдона, который стал отчимом Ариан. Дом Форстеров был своего рода панк-пристанищем, где постоянно гостили музыканты; игре на гитаре Ариан училась у Джо Страммера из The Clash.
В январе 1977 года четырнадцатилетняя Форстер основала девичью панк-группу The Slits, в первый состав которой вошли Палмолив (Palmolive, ударные), Кейт Корус (Kate Korus, гитара) и Сюзи Гатси (Suzi Gutsy, бас-гитара), которую к моменту первого концертного выступления заменила Тесса Поллитт (Tessa Pollitt — обе прежде играли в The Castrators). Вместо Корус в группу пришла Вив Албертайн (Viv Albertine), игравшая с Палмолив в The Flowers of Romance. В течение следующих четырёх лет Slits выпустили два студийных альбома Cut и Return of the Giant Slits, высоко оцененных критикой и оказавших существенное влияние на развитие жанра.
В это же время Ап удалось поработать с Talking Heads (партии перкуссии для альбома Fear of Music) и Эдрианом Шервудом. Сингл из записанной с её участием первой сессии New Age Steppers, «Fade Away», вышел летом 1980 года и стал первым релизом шервудовского лейбла On-U.
За синглом последовал именной альбом The New Age Steppers; вместе с Ари Ап в работе над ним приняли участие Брюс Смит и Шон Оливер из Rip Rig & Panic, Нене Черри, клавишник Flying Lizards Стив Бирсфорд, журналистка (и певица) Вивьен Голдман, Джордж Обан (Aswad) и Стайл Скотт (Roots Radics). При всём ярком разнообразии участников именно вокал Ап доминировал в альбоме.
Во многом под влиянием этой работы она записала с Slits альбом Return of the Giant Slits, оказавшимся в карьере группы последним. Slits распались уже через несколько недель после начала турне, и Ари Апп посвятила себя экспериментам с New Age Steppers, в частности, в альбомах Action Battlefield и Foundation Steppers.

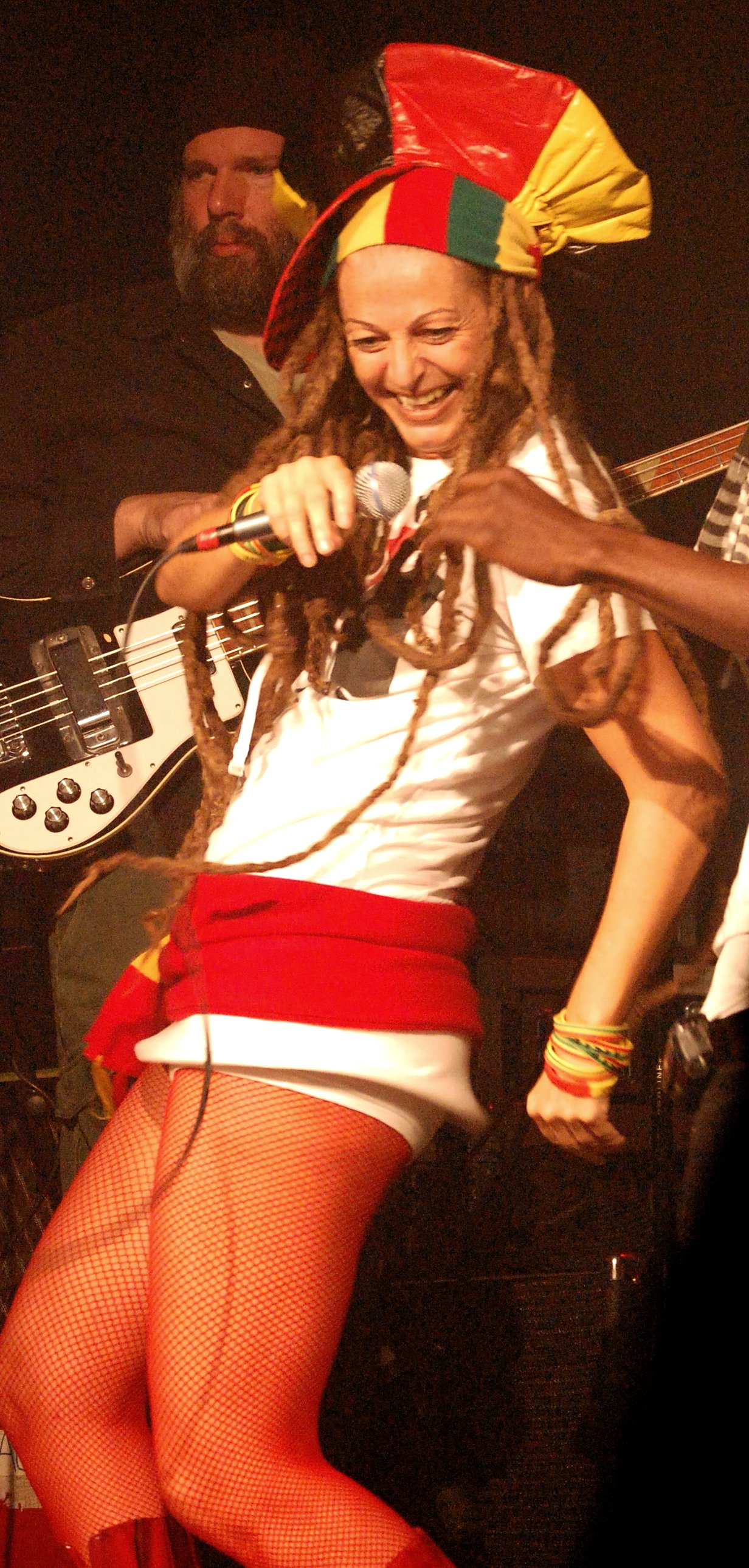
Ари Ап, октябрь 2008

Затем в творчестве исполнительницы наступил продолжительный перерыв: она поселилась сначала в Белизе, затем на Ямайке. Ари Ап приняла участие в записи альбома La Onda Vaselina (Hoy, 1995), затем в начале 2000-х годов появилась сначала на альбоме Terranova (Hitchhiking Non-Stop) и в благотворительной компиляции Wish You Were Here: Love Songs for New York. В 2005 году вышел первый сольный альбом Ари Ап Dread More Dan Dead.
В 2006 году вместе с Тессой Поллитт она реформировала The Slits в новом составе. Группа выпустила EP и провела гастроли в Европе, США и Азии. Время от времени певица давала и сольные концерты в сопровождении аккомпанирующей группы The True Warriors. В числе исполнителей, с которыми в последние годы сотрудничала Ари Ап, были Jammyland All Stars, Brave New Girl, Dubistry, а также Ли Скрэтч Перри (альбом Repentance, 2008).
Скончалась от рака 20 октября 2010 года.